# The Sign
«The Sign» (с англ. — «Знак») — песня шведской музыкальной группы Ace of Base. Вошла в два альбома группы: «Happy Nation» (только американская версия) и «The Sign». В США стала лучшим хитом по итогам всего 1994 года. Номинация на премию Грэмми в категории Лучшее вокальное поп-исполнение дуэтом или группой.

## История
Песня стала в США главным хитом 1994 года, возглавив итоговый список лучших синглов журнала Billboard (year-end charts). Также песня включена в список 100 Лучших хитов всех времён The Billboard Hot 100 All-Time Top Songs (на позиции № 65). В 1995 году получила номинацию на премию Грэмми в категории Лучшее вокальное поп-исполнение дуэтом или группой (Best Pop Vocal Performance By a Group or Duo).

## Музыкальное видео
Музыкальное видео песни показывает поп-группу, поющую среди романтических и радостных образов. Используемый в песне знак был изображён как сгенерированный компьютером анх (☥ — египетский иероглиф и коптский крест, также известный как «ключ жизни») и джед (древнеегипетский символ, обозначающий стабильность). Музыкальный видеоклип для песни снимал режиссёр Матиас Жюльен (Mathias Julien), съёмки проходили в здании Шведского института кино (Filmhuset) в Стокгольме в ноябре 1993 года.

## Чарты и продажи
| Чарт (1994)                        | Высшая позиция |
| ---------------------------------- | -------------- |
| Австралия (ARIA)                   | 1              |
| Австрия (Ö3 Austria Top 40)        | 3              |
| Бельгия/Фландрия (Ultratop 50)     | 5              |
| Belgium (VRT Top 30 Flanders)      | 6              |
| Canada Dance (RPM)                 | 1              |
| Canada Top Singles (RPM)           | 1              |
| Denmark (IFPI)                     | 1              |
| Europe (European Hot 100 Singles)  | 5              |
| Europe (Eurochart Hot 100)         | 2              |
| Finland (Suomen virallinen lista)  | 1              |
| Франция (SNEP)                     | 5              |
| Германия (GfK)                     | 1              |
| Iceland (Íslenski Listinn Topp 40) | 28             |
| Ireland (IRMA)                     | 2              |
| Israel (Israeli Singles Chart)     | 1              |
| Italy (FIMI)                       | 4              |
| MTV Europe                         | 1              |
| Нидерланды (Dutch Top 40)          | 3              |
| Нидерланды (Single Top 100)        | 3              |
| Новая Зеландия (Recorded Music NZ) | 1              |
| Норвегия (VG-lista)                | 5              |
| Scotland (Official Charts Company) | 2              |
| Spain (AFYVE)                      | 1              |
| Швеция (Sverigetopplistan)         | 2              |
| Швейцария (Schweizer Hitparade)    | 4              |
| Великобритания (OCC UK Singles)    | 2              |
| США (Billboard Hot 100)            | 1              |
| США (Billboard Adult Contemporary) | 2              |
| США (Billboard Pop Airplay)        | 1              |
| США (Billboard Rhythmic)           | 4              |
| US Cash Box                        | 1              |
| Zimbabwe (ZIMA)                    | 1              |

| Чарт (1994)                                     | Позиция |
| ----------------------------------------------- | ------- |
| Австралия (ARIA)                                | 5       |
| Канада, Canada Top Singles (RPM)                | 8       |
| Канада, Canada Dance (RPM)                      | 25      |
| Нидерланды, Dutch Top 40                        | 23      |
| Франция, French Singles Chart                   | 17      |
| Новая Зеландия, New Zealand (Recorded Music NZ) | 4       |
| США, U.S. Billboard Hot 100                     | 1       |

| Регион | Сертификация | Продажи   |
| --- | ------------ | --------- |
| Австралия (ARIA) | Платиновый   | 70 000^   |
| Австрия (IFPI Austria)                                                                                                   | Золотой      | 25 000*   |
| Германия (BVMI) | Платиновый   | 500 000^  |
| Великобритания (BPI) | Платиновый   | 600 000   |
| США (RIAA) | Платиновый   | 1,100,000 |
| * Данные о продажах приведены только на основе сертификации. ^ Данные о тиражах приведены только на основе сертификации. |              |           |